# Arqueología militar en la Edad Media
La arqueología militar de la Edad Media es la forma que tenemos de obtener información de esta época y temática ante la falta de documentación escrita. Así, la arqueología recurriendo a las excavaciones, puede detallar la ocupación y usos de los distintos elementos defensivos de la Edad Media, especialmente los anteriores al siglo XIII, cuando la documentación fue escasa o inexistente.

## Necesidad
En general se conservan pocos documentos de archivo, comparados con los vestigios conservados, para poder hacer la historia de la fortificación antes del fin de la Plena Edad Media, siglo XIII. Hasta ese momento sólo se detallaban el coste y otros aspectos, que para el estudio del arqueólogo no eran de gran ayuda. Las fuentes narrativas tampoco pueden suplir esta falta de información por parte de los documentos de archivo, ya que raramente dichas fuentes nos permiten hacer un estudio detallado de la estructura de las fortificaciones militares. La situación empieza a variar a partir del siglo XIV, cuando los documentos de las diferentes administraciones se hacen mucho más precisos.
Los restos encontrados en superficie, fuera de contexto, como en cualquier estudio arqueológico, no permiten obtener resultados fiables y contrastables, pero se consigue un estudio fidedigno y verdadero con la excavación de vestigios en sus estados sucesivos.
Es por todo esto que el estudio de la arquitectura militar de la Edad Media se basa, principalmente, en el estudio arqueológico de los restos conservados.

## Construcciones militares
En cuanto a aspectos arqueológicos, se distingue entre fortificaciones de tierra y madera y fortificaciones de piedra.

### Fortificaciones de tierra y madera
Se agrupan en tres categorías:
Recintos con empalizada
Se conservan pocos recintos encerrados tras una empalizada, y a través de excavaciones se ha llegado a la conclusión de que en general las construcciones de esta índole eran pequeñas fortificaciones que podían albergar una familia. También consta que ciertos recintos fueron reutilizados de antiguos poblados tribales. Tanto si eran aprovechados o construidos de nuevo, se les podía adherir una capa de tierra mezclada con paja, de forma que la construcción adquiría mayor solidez.
Motas
Las motas están datadas en los siglos XII al XIV, con dudas de si pudieron ser anteriores en la mayor parte de Europa. Se entiende como mota al terraplén de tierra que limitaba el saetín de un molino. Tenemos referencia al uso de esta construcción en el tapiz de Bayeux. De los normandos se sabe que las usaban antes del siglo XI para instalar sus residencias fortificadas. Generalmente estaban rodeadas por un foso.
Murallas longitudinales
Murallas construidas en línea recta con tierra. Nunca se cerraba sobre sí misma. Por lo general, su función por sí sola no era militar, sino que servían para sostener una estructura más grande complementaria, o bien, para introducir en el interior una capa de piedra, para que así tuviera más consistencia. Otro objetivo importante podría ser el de señalar un límite o una frontera.

### Fortificaciones de piedra
Las fortificaciones de piedra son de mayor importancia, ya que se conservan mejor y generalmente son de mayor tamaño, coste e importancia dentro del contexto político, social y económico de la época. Las construcciones más importantes son los castillos y las murallas.